# Liste der Äbte und Pröpste des Klosters Wessobrunn

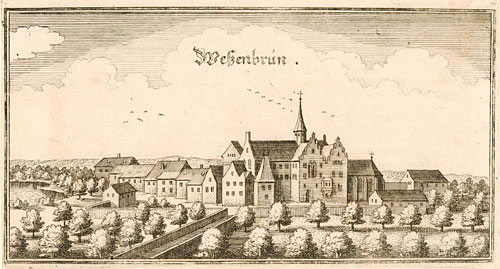
Wessobrunn. Stich von 1640.

In der folgenden Liste sind die Äbte und Pröpste des Benediktinerklosters Wessobrunn aufgeführt. Das Kloster Wessobrunn, im Landkreis Weilheim-Schongau in Oberbayern, wurde im 8. Jahrhundert gegründet und bestand bis zur Säkularisation 1803. Die Jahreszahlen bezeichnen die Amtszeit.
Äbte des Klosters vom 8. Jahrhundert bis zum Jahr 955:
- Ilsung (ca. 758–798/799)
- Adelmar (798/799–830/831)
- Ratmund (830/831–872/873)
- Adelheim (872/873–885/886)
- Snello (885/886–903/904)
- Hatto (903/904–905/906)
- Sigimar (905/906–ca. 927)
- Benedikt I. (ca. 933–943/944)
- Thiento (942/943–955)

Im folgenden Abschnitt sind die Pröpste des Klosters in der Zeit von 955 bis 1061/1064 aufgeführt:
- Ruthard (960–unbekannt)
- Sigimar (2. Hälfte des 10. Jahrhunderts–vor 1013)
- Germanus (vor 1013–unbekannt)
- Gunthart (unbekannt)
- Hartmann (unbekannt)
- Anselm (unbekannt–vor 1051)
- Sintbert (vor 1051–1060/1061)

Die folgenden Äbte standen dem Kloster ab 1061/1064 bis zur Säkularisation 1803 vor:
- Adelbero (1061/1064–1110)
- Sigihard (1110–1129)
- Adalbert I. (1129–1130)
- Walto (1130–1156)
- Norbert von Weilheim (1156–1162)
- Liutpold (1162–1167)
- Konrad I. (1167–1168)
- Ulrich I. (1168–1173)
- Sigibald (1173–1199)
- Adalbert II. (1199–1220)
- Konrad II. de Menchingen (1220–1241)
- Walchun (1241–1254)
- Otto I. (1254–1260)
- Ulrich II. (1260)
- Konrad III. (1260–1276)
- Wernher I. (1276–1280)
- Ulrich III. Moser (1280–1286)
- Marquard (1286–ca. 1306)
- Otto II. (1294) – Abt Otto II. wird einmalig in einer Urkunde vom 23. April 1294 genannt. Durch eine starke Beschädigung des Siegels kann nicht eindeutig festgestellt werden, ob es sich hier um einen Schreibfehler handelt.
- Gebhard (1306–1313)
- Ulrich IV. Thaininger (ca. 1313–1324)
- Werner II. der Greuter (1324–1364)
- Paul I. (1364–1384)
- Ulrich V. Höhenkircher (1384–1414)
- Eberhard Stopfer (1414–1416)
- Peter I. Poerstlin (1416–1420)
- Friedrich Stettner (1420–1432)
- Iban von Rothenstein (1432–1438)
- Ulrich VI. Stöckl (1438–1443)
- Leonhard I. Vettinger (1443–1460)
- Paul II. Ranck (1460–1486)
- Johannes Kiesinger (1486–1493)
- Peter II. Wittiber (1493–1498)
- Heinrich Zäch (1498/1499–1508)
- Kaspar Götz (1508–1525)
- Wolfgang I. Kolb (1525–1533)
- Benedikt II. (Johannes) Jäger (1533–1562)
- Leonhard II. Hirschauer (1562–1571)
- Gregor I. Jacob (1571–1589)
- Benedikt III. Schwarz (1589–1598)
- Georg Übelhör (1598–1607)
- Gregor II. Prugger (1607–1655)
- Bernhard Gering (1655–1666)
- Wolfgang II. Dreitterer (1666–1671)
- Leonhard III. (Michael) Weiss (1671–1696)
- Virgil (Virgil) Dallmayr (1696–1706)
- Thassilo (Michael) Boelzl (1706–1743)

- Beda (Paul) Schallhammer (1743–1760)[1]
- Ulrich VII. (Joseph Simpert) Mittermayr (1760–1770)

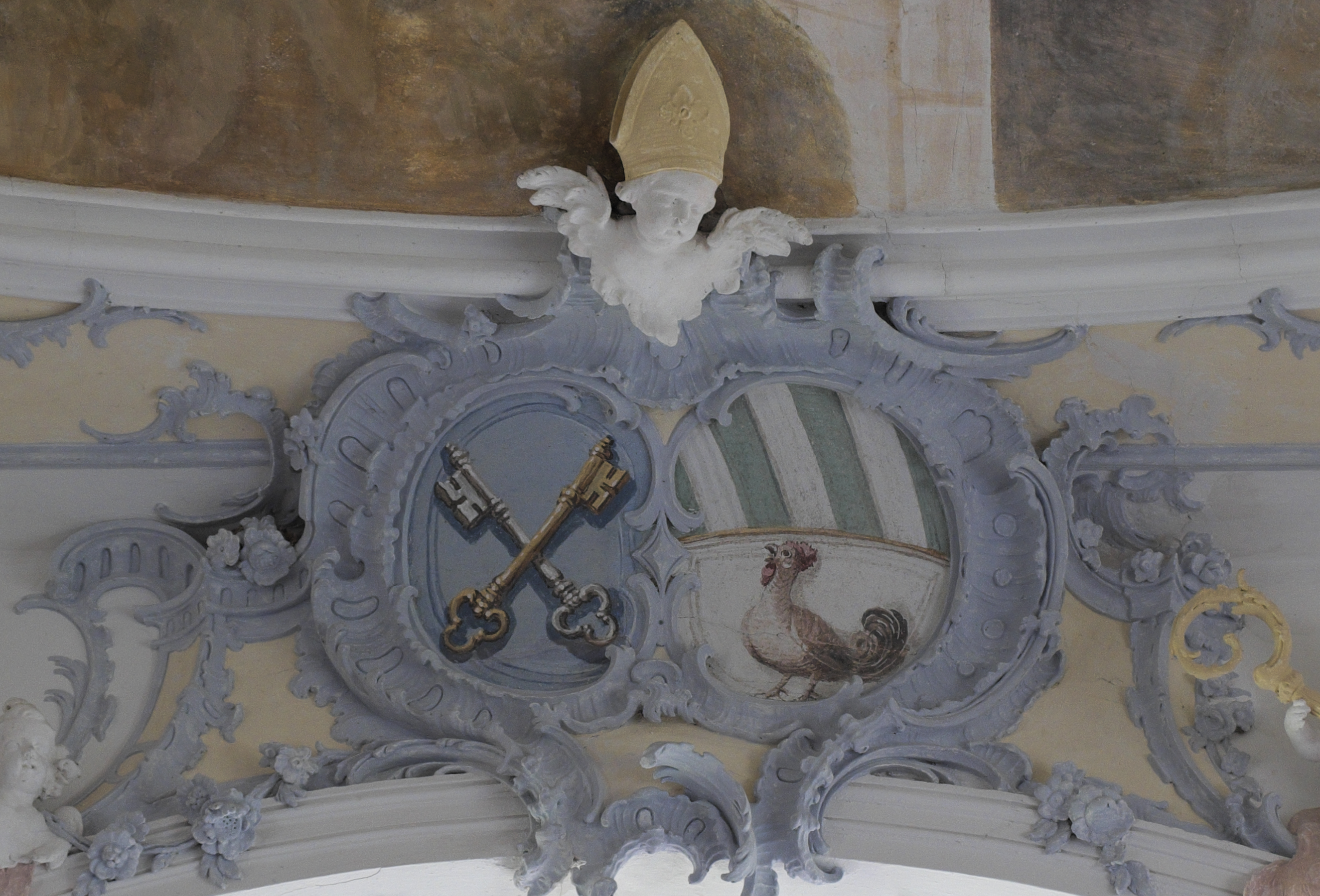
Wappen von Engelbert Goggl am Chorbogen der Kapelle Sankt Ottilia in Rott

- Engelbert (Michael Kajetan Claudius) Goggl (1770–1781)
- Joseph (Joseph) Leonardi (1781–1798)
- Johann Damaszen (Johann Ferdinand Cajetan) von Kleimayrn (1798–1803)